# Nekrolog 1309
Nekrolog
◄◄
| ◄
| 1305
| 1306
| 1307
| 1308
| 1309 | 1310 | 1311 | 1312 | 1313 | ► | ►►
Weitere Ereignisse | Allgemeiner Nekrolog 1309
Die Beschreibung der verstorbenen Person sollte so kurz wie möglich gehalten sein und nur deren signifikante Tätigkeit(en) enthalten.
Neue Namen ggf. auch unter dem Geburts- und Sterbedatum, also etwa unter 1. Januar und im Geburts- und Sterbejahr (2024) eintragen (nur bei entsprechender großer Wichtigkeit). Für Beispiele siehe die schon vorhandenen Artikel.
Außerdem über die fünf zuletzt Verstorbenen, zu denen es einen ausreichend guten Artikel für eine Präsentation auf der Hauptseite gibt, nach der todesbedingten Überarbeitung der Artikel ggf. auch unter Wikipedia Diskussion:Hauptseite informieren und sie am besten auch in den anderen Wikipedia-Sprachversionen eintragen. Tipp: Regelmäßig bei news.google.de nach „ist tot“, „gestorben“ oder „verstorben“ suchen.
Wenn eine Person gestorben ist, gibt es viele Seiten zu dieser Person in der Wikipedia, die davon auch betroffen sind und entsprechend aktualisiert werden müssen. Beispiele: Namenübersichtsseite, Geburtsjahr, Geburtsort-Seiten und viele mehr.
Wie finde ich die betroffenen Seiten?
Im Suchfeld auf der linken Seite gibt man den Suchbegriff so ein: „Vorname Nachname“. Dann klickt man auf Volltext und alle Seiten mit entsprechendem Suchtext werden aufgerufen. Hier sieht man dann schnell, wo auch das Todesjahr Sinn macht oder sogar ein Teil des Artikels angepasst werden muss. Auch hilft das „Werkzeug“ auf der linken Seite sehr gut, um solche Seiten aufzufinden: „Links auf diese Seite“. Somit ist die Wikipedia wieder aktuell in allen Bereichen! Hinweis: bei Eintragung der Kategorie „Gestorben JAHR“ wird der Missbrauchsfilter 49 ausgelöst, was jedoch nicht schlimm ist. Siehe: Spezial:Missbrauchsfilter/49
Dies ist eine Liste von im Jahr 1309 verstorbenen bekannten Persönlichkeiten. Die Einträge erfolgen innerhalb der einzelnen Daten alphabetisch sortiert. Tiere sind im Nekrolog für Tiere zu finden.

## Januar
| Tag       | Name               | Beruf, bekannt als                                                                  | Alter | Beleg |
| --------- | ------------------ | ----------------------------------------------------------------------------------- | ----- | ----- |
| 4. Januar | Angela von Foligno | katholische Heilige, Mystikerin und Mitglied im Dritten Orden der Franziskanerinnen |       |       |

## Februar
| Tag         | Name         | Beruf, bekannt als | Alter | Beleg |
| ----------- | ------------ | ------------------ | ----- | ----- |
| 24. Februar | Bogislaw IV. | Herzog von Pommern |       |       |

## März
| Tag      | Name                    | Beruf, bekannt als                         | Alter | Beleg |
| -------- | ----------------------- | ------------------------------------------ | ----- | ----- |
| 22. März | Lukardis von Oberweimar | Zisterzienserin und christliche Mystikerin |       |       |

## April
| Tag       | Name   | Beruf, bekannt als     | Alter | Beleg |
| --------- | ------ | ---------------------- | ----- | ----- |
| 11. April | Jørund | Erzbischof von Nidaros |       |       |

## Mai
| Tag     | Name                | Beruf, bekannt als                                                 | Alter | Beleg |
| ------- | ------------------- | ------------------------------------------------------------------ | ----- | ----- |
| 6. Mai  | Karl II.            | König von Neapel, Titularkönig von Jerusalem und Fürst von Salerno |       |       |
| 8. Mai  | Dietrich Luf II.    | Graf von Hülchrath und Herr von Tomburg                            |       |       |
| 19. Mai | Augustinus Novellus | Augustiner-Eremit und Kanzler des Königs Manfred von Sizilien      |       |       |

## Juli
| Tag      | Name                                       | Beruf, bekannt als         | Alter | Beleg |
| -------- | ------------------------------------------ | -------------------------- | ----- | ----- |
| 13. Juli | Johann I.                                  | Fürstbischof von Utrecht   |       |       |
| 16. Juli | James Stewart, 5. High Steward of Scotland | schottischer Adliger       |       |       |
| 30. Juli | Otto von Grandson                          | Bischof von Toul und Basel |       |       |

## August
| Tag        | Name                | Beruf, bekannt als                 | Alter | Beleg |
| ---------- | ------------------- | ---------------------------------- | ----- | ----- |
| 10. August | Giovanni Boccamazza | italienischer Bischof und Kardinal |       |       |

## Oktober
| Tag        | Name           | Beruf, bekannt als | Alter | Beleg |
| ---------- | -------------- | ------------------ | ----- | ----- |
| 6. Oktober | Friedrich VII. | Graf von Zollern   |       |       |

## November
| Tag          | Name                    | Beruf, bekannt als                                                  | Alter | Beleg |
| ------------ | ----------------------- | ------------------------------------------------------------------- | ----- | ----- |
| 5. November  | Gottfried von Hohenlohe | Hochmeister des Deutschen Ordens                                    |       |       |
| 5. November  | Magister Jordanus       | deutscher Kleriker, Pfarrherr, Büchersammler und Bibliotheksgründer |       |       |
| 13. November | Luitgard von Tübingen   | Pfalzgräfin von Tübingen und Erbin von Horb                         |       |       |
| 27. November | Otto IV.                | Markgraf von Brandenburg (1266–1308/1309)                           |       |       |

## Dezember
| Tag          | Name                | Beruf, bekannt als                                        | Alter | Beleg |
| ------------ | ------------------- | --------------------------------------------------------- | ----- | ----- |
| 9. Dezember  | Heinrich III.       | Herzog von Glogau, Steinau, Sprottau, Sagan und Großpolen |       |       |
| 21. Dezember | Mechthild von Kleve | Landgräfin von Hessen                                     |       |       |

## Datum unbekannt
| Tag | Name                                         | Beruf, bekannt als                                              | Alter | Beleg |
| --- | -------------------------------------------- | --------------------------------------------------------------- | ----- | ----- |
|     | Elisabeth von Rapperswil                     | Schweizer Gräfin                                                |       |       |
|     | Heinrich III. von Praunheim                  | Schultheiß von Frankfurt am Main                                |       |       |
|     | James of St. George                          | französischer Architekt von mittelalterlichen Burgen in England |       |       |
|     | Johann II.                                   | Graf von Dreux                                                  |       |       |
|     | John Lestrange, 1. Baron Strange             | englischer Adeliger und Feldherr                                |       |       |
|     | Margaret Longespée, 4. Countess of Salisbury | englischer Adlige                                               |       |       |
|     | Konrad Sack                                  | Deutschordensritter und Landmeister von Preußen (1302–1306)     |       |       |
|     | Rudolf von Wart                              | Vertreter des Geschlechts der Freiherren von Wart               |       |       |